# Kotkan Titaanit
Kotkan Titaanit (w skrócie Titaanit) – fiński klub hokeja na lodzie z siedzibą w Kotka.

## Historia
Pierwotnie istniał klub pod nazwą Sunilan Sisu (1973-1974), po czym w 1974 powstał Kotkan Titaanit.
Drużyna występowała w rozgrywkach 1. divisioonassa / Mestis (t.j. druga klasa) w latach 1995–1997 i 2007–2009 oraz w Suomi-sarja (t.j. trzecia klasa) w latach) 1999–2007, 2009–2010, 2012–2013 i od 2016.

## Sukcesy
- Złoty medal Suomi-sarja: 2007

## Trenerzy
Jako szkoleniowcy pracowali w klubie Jussi Tupamäki, Kari Rauhanen.

## Zawodnicy
Numery zastrzeżone:
- 15 – Auvo Grönholm
- 22 – Mika Iltola